# Bragasellus notenboomi
Bragasellus notenboomi är en kräftdjursart som beskrevs av Henry och Guy Magniez 1988. Bragasellus notenboomi ingår i släktet Bragasellus och familjen sötvattensgråsuggor. Inga underarter finns listade i Catalogue of Life.